# Башкирская культура
Башкирская культура (баш. Башҡорт мәҙәниәте; Başqort mäźäniäte) — это культура башкирского народа, которая сформировалась на территории исторического Башкортостана, в том числе на территории современной Республики Башкортостан. Формирование башкирской культуры определили влияние географии, особенностей исторического движения башкирского народа, исторического пути. Ключевым этапом становления башкирской культуры стало принятие Ислама.

## Общая характеристика
Башкирская культура начала свой путь развития одновременно с формированием башкир, как этноса. Основой формирования культуры послужило тюркское происхождение башкир. Родственные башкирам народы, такие как казахи, ногайцы и кыргызы, также осуществили развитие своей культуры на основе тюркского происхождения, в следствии чего эти народы имеют схожие по своей сути культурные особенности. На развитие башкирской культуры повлиял кочевой образ жизни, который сыграл значительную роль на формирование башкирской кухни, введения хозяйства, строительства жилищ.
После принятия башкирами Ислама в 748 году, культура башкир стала приобретать мусульманский окрас.

## Традиции
Традиции башкирского народа основаны на принципах кочевого прошлого и Ислама.